# American Chemistry Council
Le Conseil américain de l'industrie de la chimie (American Chemistry Council ou ACC pour les anglophones, autrefois connu sous le nom de Manufacturing Chemists' Association puis de Chemical Manufacturers Association, rebaptisée ACC en juin 2000) est un groupe de lobbying industriel et politique nord-américain (trade association). Il représente l'industrie chimique et notamment des matières plastiques. Il a été créé par des industriels pour la défense des intérêts de ses membres aux États-Unis.
Cette organisation a pour origine association de chimistes créée il y a plus d'un siècle, en 1872 (Manufacturing Chemists' Association]) et elle est peu à peu devenue un groupe de pression qui était au début des années 2000 principalement constituée du Center for the Polyurethanes Industry et du Chlorine Chemistry Council, avant d'intégrer en 2002 un autre groupe de pression aux intérêts proches : le Conseil américain des industries du plastique (American Plastics Council ou APC).
Selon l'ACC lui-même, il regroupe en 2015 près de 150 entreprises-membres, produisant des monomères ou des matières plastiques (polymères) et .

Leur valeur industrielle serait d'environ 516 000 000 000 de dollars (méthode de calcul non expliqué), 801 000 000 000 $ selon un autre communiqué (méthode de calcul non expliqué), 6 millions d'emplois, 15 % des produits chimiques vendus dans le monde, et 1/4 du PIB américain selon un document de communication de 2015 autoproduit par l'ACC. L'organisation disposerait d'un budget d'environ 100 millions de dollars et aurait dépensé plus de 2 millions de dollars en actions de lobbying, rien qu'en 2003 selon SourceWatch .

## Missions
L'organisation est ancienne, et elle a évolué en intégrant des groupes qui sont souvent des multinationales. Elle s'est fortement développée dans l'après guerre avec l'avènement de l'industrie des plastiques, réunissant des données techniques, et cherchant à comprendre les accidents survenus dans les usines chimiques pour améliorer la sécurité, à mieux gérer les produits toxiques, a améliorer la lutte contre le feu dans le contexte de l'industrie chimique, et limiter les pertes financières qu'ils généraient et à la manière dont les produits chimiques pouvaient circuler dans l'eau et étudiant la manière d'éliminer les déchets industriels (incinération, mise en décharge). Dans les années 1970 alors que les préoccupations environnementales se développaient dans la population et chez les élus, elle s'est intéressée à la gestion des déchets de plastique, à l'épidémiologie, et à la toxicologie de divers composés chimiques
La vision officielle (en 2015, selon son site internet) de l'ACC est la promotion et la protection du business et le leadership de la Chimie dans la conduite de l'innovation, la création d'emplois et l'amélioration de la sécurité dans ses performances, processus et produits.
Au service de l'industrie chimique et des plastiques aux États-Unis, en lien étroit avec l'Alliance for the Polyurethanes Industry (API) et plus encore avec l'American Chemistry Council (ACC) dont elle forme maintenant la Division "Plastiques", par de nombreuses activités de lobbying et de sensibilisation des employés de ses sociétés-membres, des élus américains, des enfants et du grand public, via notamment divers sites internet, elle promeut l'image de la chimie dans le pays.
Pour le compte de sa branche "Plastique", l'APC travaille à promouvoir l'utilisation et l'achat du plastique dans le monde. L’organisation prône maintenant le recyclage des plastiques et même la récupération des déchets de plastiques qui polluent la mer, mais s'oppose à la régulation des marchés, des émissions de gaz à effet de serre et aux écotaxes.

## Liens avec l'American Legislative Exchange Council (ALEC)
L'ACC est membre de l'American Legislative Exchange Council (ALEC), un groupe d'influence américain créée en 1973 à Chicago et aujourd'hui basée à Arlington, en Virginie, qui selon son site internet « travaille à faire progresser les principes fondamentaux de la libre entreprise, d'un gouvernement limité, et du fédéralisme au niveau de l'État par le biais d'un partenariat public-privé non partisan entre le législateur américain, des membres du secteur privé et le public en général ».
L'ACC contribue au financement de l'ALEC (et était présent à un haut niveau en 2011 pour le States & Nation Policy Summit). l'ACC était présent en tant que membre du secteur privé dans la task force Energie, environnement et agriculture (Energy, Environment and Agriculture Task Force) de l'ALEC en 2011.

## Position à l'égard du changement climatique
L'ACC n'affiche plus de position ouvertement climato-sceptique, mais s'oppose fréquemment aux réglementation des émissions de gaz à effet de serre.
L'ACC a ainsi en avril 2009, protesté contre un avis de l'EPA (Agence américaine de l'environnement) qui estimait qu'il lui était possible de lutter contre les émissions de gaz à effet de serre (GES) et les réglementer en vertu du Clean Air Act parce que les GES mettent aussi en danger la santé publique. l'ACC a publié sa désapprobation et dénie à l'Agence le droit de réglementer ce secteur
« Nous croyons que le Clean Air Act n'est pas bien adapté pour lutter contre les émissions de gaz à effet de serre provenant de sources fixes. Étant donné les implications nationales d'une régulation du CO2 par l'EPA en raison de la nature interdépendante des questions de climat et d'énergie, la politique climatique doit être discutée et développée en Congrès en tandem avec la politique énergétique », a déclaré Cal Dooley, le président de l'American Chemistry Council 

## Position sur le principe de précaution
En novembre 2003, le groupe de travail Environnement de l'ACC a publié une note rédigé par l'un de ses lobbyistes Tim Shestek. Cette note décrit les grands axes d'une proposition de campagne à partir de Nichols-Dezenhall pour contrer le soutien croissant au principe de précaution qui se développe en Californie à partir d'où cette tendance pourrait gagner tous les États-Unis.

## À propos des ressources pétrolières et gazières
Selon un article publié le 1er juin 2004 par le journal d'analyse politique The Hill, l'organisation a dû faire face à de fortes tensions internes à propos des prix du gaz entre plusieurs de ses membres (certains sont de grands producteurs de pétrole et gaz, alors que d'autres sont au contraire de grands acheteurs et consommateurs de ressources fossiles (pétrole, gaz) comme ressource pour produire le plastique, essentiellement fait à base de pétrole. Ces derniers achètent aussi ces ressources comme source d'énergie.

## Position vis-à-vis de l'environnement
L'ACC présente l'industrie chimique comme responsable et pouvant apporter des solutions aux problèmes environnementaux (ex : amélioration des batteries de voitures et allègement des carrosseries grâce à la chimie, par les catalyseurs, les additifs pour diesel, les isolants thermiques en mousse, des lessives lavant à froid, etc.), et encourage certaines lois favorables à l'industrie (ex en 2015, Toxic Substances Control Act (TSCA) qui devrait faciliter le transport de produits chimiques, par train notamment , ou encore une loi visant à développer un camionnage plus « sûr, flexible et efficient », tout en protestant contre les réglementations qui freineraient son développement. Une partie des industries chimiques adhèrent au système Responsible Care. Selon l'ACC, de 2008 à 2013, certaines de ces entreprises membres de l'organisation ont réduit leurs rejets dangereux dans l'eau, l'air et le sol de plus de 75 pour cent, et leurs émissions de SOx d'environ 47 % et leurs émissions de NOx d'environ 36%.

## Campagnes de communication et actions de lobbying
C'est le premier rôle de l'association, qui le met en pratique par des campagnes de communications et de lobbying, des félicitations publiquement décernées aux sénateurs qui favorisent l'industrie chimique et des évènements organisés dans tout le pays.
L'ACC a par exemple en 2015 profité des vacances d'été pour rencontrer des membres du Congrès dans tout le pays (jusqu'en Alaska) afin de « faire progresser ses objectifs de plaidoyer pour ses industries », au travers d'une initiative populaire dite « #ACCaugust », accompagnée de visites d'usine, de réunions de district et de discussion, tables rondes, etc. « pour faire prendre conscience de l'importance vitale de notre industrie et de mettre en valeur les avantages économiques de l'industrie chimique où cela importe le plus, dans les districts » (des sénateurs).
En 2003, le directeur alors en poste Greg Lebedev a proposé une vaste campagne de 60 millions $, l'effort financier ayant ensuite été ramené à 20 millions $, pour produire une grande campagne multi-cibles nommée Essential 2, appuyé sur 129 coordinateurs de la campagne dans 129 entreprises membres, la campagne comprenant notamment un « programme d'éducation des décideurs ». À l'automne 2005, l'ACC a lancé "Essential 2", à la fois dirigée vers les employés de l'Industrie chimique, et présentée comme « une campagne d'éducation du public, prévue pour durer plusieurs années visant à améliorer l'image de l'industrie chimique et sa réputation », embauchant pour cela Ogilvy Public Relations Worldwide, APCO Worldwide and Ogilvy & Mather pour un coût évalué à 35 millions $ sur 2 ans.
Une partie d'Essential 2 consiste en la construction d'un nouveau site Web, mais dans un communiqué de presse, David Fowler d'Ogilvy & Mather a déclaré qu'Essential 2 serait un effort de communication « à 360 degrés » y compris tourné vers la presse, la télévision, les relations publiques, la communication en ligne et des employés. Au même moment, le PDG de l'ACC Jack N. Gerard expliquait qu'Essential 2 est aussi une déclaration forte sur la façon dont nous sommes tous connectés et expliquant comment la chimie est centrale pour la santé et la croissance des États-Unis, rappelant que l'industrie de la chimie est le premier exportateur des États-Unis et qu'elle représentant 10 % de toutes les exportations américaines, générant plus d'un demi-trillion de dollars pour l'économie américaine chaque année . Des spots télévisés ont cherché à mettre en valeur le rôle des produits chimiques dans la vie quotidienne, montrant que des équipements de soins médicaux et les articles ménagers les plus courants disparaîtraient si les produits chimiques venaient à être retirés du marché américain. Les organisateurs de la campagne y ont intégré (lors d'une rencontre avec la presse à l'Hôtel intercontinental Willard de Washington, près de la maison-Blanche) Aja Philpot, un enfant de 11-ans, demi-finaliste au concours national "Best Young Scientist" de la chaîne Discovery Channel, la journée s'étant conclue par une soirée sur la colline du Capitole accueillant « 150 invités de marque, dont une délégation de membres du congrès ».
En septembre 2007, avec une nouvelle levée de fonds (13,7 millions $ soit 5 % de plus qu'en 2006 où la campagne a eu « plus succès parmi les employés de l'industrie chimique », selon Stephen Gardner, porte-parole du conseil de l'industrie chimique lors d'une conférence de presse, une troisième année de campagne a été lancée. Selon S. Gardner, la campagne Essential2 a « provoqué une extraordinaire réponse parmi les employés de l'industrie chimique et les a poussés à s'impliquer dans les campagnes locales », et pour Jack Gerard (président de l'American Chemistry Council), la mobilisation de la base (les employés sensibilisés par cette campagne) est cruciale pour la défense et l'avenir de ce secteur ; « Quand nous faisions du lobbying auprès du Congrès l'an dernier pour un accès accru aux réserves sous marines de gaz naturel, les membres du Congrès ont reçu des lettres et des e-mails provenant de 70.000 employés de l'industrie chimique » ajoute-t-il à titre d'exemple ; les messages adressée lors de cette campagne aux employés ont notamment souligné que leur emploi dans l'industrie chimique étaient dépendants de l'ouverture de l'accès aux réserves disponibles d'hydrocarbures américains de gaz naturel (gaz profond, gaz de schiste) car ce gaz est devenu « la principale matière première pour la fabrication des produits chimiques américains ».
Alors qu'elle promouvait publiquement l'industrie chimique comme essentielle à la santé économique de la nation, l'ACC faisait simultanément pression contre un programme de transparence du gouvernement américain, le Toxics Release Inventory (TRI), qui accorde au public un droit de savoir via un rapport annuel que les industries polluantes doivent donner à l'Agence américaine de protection de l'environnement qui le publie : ce rapport doit notamment lister les émissions de polluants émises par les industries américaines dans l'air, l'eau et le sol.

Depuis 1999, l'ACC a exhorté l'administration et le gouvernement à rendre ces rapports moins fréquents, trouvant un soutien auprès de l'administration Bush qui a modifié le TRI de sorte à diminuer leur fréquence. Les responsables de l'EPA ont dit qu'ils allaient "probablement passer une autre année à peser les avantages et les inconvénients" des changements proposés, après une période de consultation publique qui s'est terminée le 5 décembre 2005. Selon les registres fédéraux, l'EPA avait "préalablement sollicité les commentaires des groupes représentant l'industrie." .
L'ACC commente régulièrement les politiques environnementales fédérales, en critiquant celles qui pourraient freiner le développement de l'industrie chimique, ou diminuer ses profits, et met parfois en doute l'autorité de l'EPA
Selon le Center for Responsive Politics, les dépenses de lobbying d'ACC aux États-Unis s'élèvent en 2016 à 9 020 000 dollars.

## Critiques et suspicion de greenwashing
Alors que depuis le Sommet de la terre de Rio (juin 1992) notamment, l'organisation insiste beaucoup sur la soutenabilité de la chimie contemporaine, elle est dans le même temps (comme d'autres lobbies d'activités polluantes) également accusée de financer les campagnes électorales et d'infiltrer les administrations et influer sur les politiques publiques parfois presque au sommet de l'État , d'interférer avec les processus démocratiques législatifs de réglementation des activités polluantes et de gestion du risque chimique ou parfois accusée de Greenwashing ou d'écoblanchiment, par diverses ONG environnementales ou travaillant sur les effets des produits chimiques sur la santé et l'environnement,, en particulier des groupes comme Pesticide Action Network et Environmental Working Group qui estiment que des campagnes comme « Essential2 » de ne présentent que les aspects positifs de la chimie, en distrayant l'attention du public des effets nocifs de nombreux produits chimiques (dont les biocides et en particulier les pesticides) pour l'environnement, pour le climat et sur la santé publique. Le CCA a aussi été, ou certains de ses membres impliqué dans des conflits d'intérêts lors d'évaluation toxicologique du Chlorure de vinyle.
Pour anticiper et limiter la demande de transparence et/ou un durcissement de la réglementation environnementale demandé par un nombre croissant de consommateurs, puis par les marchés publics, certains actionnaires ou investisseurs et les autorités locales et gouvernementales, l' American Chemistry Council a proactivement mis en place en 1988 un programme “Responsible Care” (RC) aujourd'hui géré par l'International Council of Chemical Associations, et qui a en 20 ans été appropriée et adaptée par de nombreux secteurs de la chimie industrielle dans au moins 50 pays, mais qui a aussi eu selon T Gonzelman comme effet pervers ou secondaire de freiner la diffusion d'une norme harmonisée et uniforme de responsabilité sociale et environnementale des entreprises,, mais s'est aussi maintes fois impliqué dans la discussion voire l'élaboration des politiques publiques loco-régionales à nationales ou internationales, sans cacher sa volonté de défendre les besoins et intérêts particuliers de ses membres, y compris contre les effets de la législation si cette dernière semble préjudiciables à la réussite financière relative de tout ou partie de ses adhérents.
Ainsi en 2008, l'ACC a lancé une campagne contre un projet de loi de la Californie (projet de loi SB1713 (visant à interdire le bisphénol A dans tout l'État en raison de ses propriétés de perturbateur endocrinien et de sa capacité à facilement désorber des plastiques en contact avec des aliments) - y compris via un mailing et des tracs incitant en juillet-aout tous les citoyens de la Californie à demander à leurs représentants élus de s'opposer à cette loi.
En 2011, l'ACC a aussi fait d'importants efforts pour s'opposer à la suppression des sacs en plastiques jetables aux caisses de magasin, dont en insistant sur leur recyclabilité voire en cherchant à influencer les enfants via la publicité ou même dans un cas à l'école. À la suite d'une enquête journalistique faite dans le cadre de « Californie Watch »,,, il a été reproché aux lobbyistes du Conseil américain des plastiques d'avoir convaincu le ministère californien chargé de l'Éducation (California Department of Education) pour influencer les enfants en faisant réécrire leurs manuels scolaires et des guides pédagogiques en y introduisant des messages positif relatifs aux sacs en plastique. L'ACC a écrit aux responsables du ministère de l'éducation disant en partie, « Pour contrer ce qui est perçu comme un positionnement exclusivement négatif de la question des sacs en plastique, nous recommandons d'ajouter une section ici intitulé  « Avantages des sacs à provisions en plastique » ». Le texte final publié par l'État de Californie a été effectivement modifié, avec une nouvelle section et un titre presque intégralement copiés sur la proposition de l'ACC.
Un consultant privé embauché par les autorités scolaires de Californie a en outre inséré une question dans un quiz (dans un classeur sur l'environnement) demandant aux élèves d'énumérer quelques avantages de sacs en plastique. La bonne réponse à la question (qui vaut cinq points) est : « Les sacs en plastique sont très pratique à utiliser Ils nécessitent moins d'énergie à fabriquer que les sacs en papier, coûtent moins cher à transporter et peuvent être réutilisés ». Ces modifications datent de 2009, et ont coïncidé avec une opération de lobbying porté par l'ACC visant à repousser les efforts faits aux États-Unis pour adopter des lois et des ordonnances interdisant la distribution de sacs en plastique aux caisses, sacs qui sont en partie responsable des déchets de plastiques trouvés en mer et sur les fonds marins et qui sont ingérés par les tortues qui les prennent pour des méduses quand ils flottent entre deux eaux.
Certains auteurs plaident pour un nouveau modèle de gouvernance de l'industrie chimique, plus ouvert et global selon Mac Sheoin (2015) ou N. Logar (2011), plus ouvert, comme MA Eisner (2004) qui estime que les approches volontaires ont parfois été très efficaces, mais qu'elles gagneraient à être combinées avec une réglementation claire et des pratiques écologiques démontrées  (pour éviter le greenwashing ou une suspicion de greenwashing et l'utilisation de label autodéclarés peu crédibles pour le public), ou comme F Gale (2014)qui cite en exemple des audits ou évaluations partagées avec des ONG environnementales comme cela a été proposé avec l'écolabel FSC.